# XIIe législature de la Troisième République portugaise
20 juin 2011 - 22 octobre 2015 
(4 ans, 4 mois et 2 jours)
XIe législature XIIIe législature
Palais de São Bento, Lisbonne
La douzième législature de la Troisième République portugaise (XII Legislatura de Portugal) est un cycle parlementaire de l'Assemblée de la République portugaise, qui s'est ouvert le 20 juin 2011 et clos le 22 octobre 2015.

## Composition de l'Assemblée

### Députés
| Parti                           | Parti | Voix                            | Sièges      |
| ------------------------------- | --- | ------------------------------- | ----------- |
|                                 | Parti social-démocrate (PPD/PSD)                                                                                | 38,66 %                         | 108         |
|                                 | Parti socialiste (PS)                                                                                           | 28,04 %                         | 74          |
|                                 | CDS – Parti populaire (CDS-PP)                                                                                  | 11,71 %                         | 24          |
|                                 | Coalition démocratique unitaire (CDU) • Parti communiste portugais (PCP) • Parti écologiste « Les Verts » (PEV) | 7,90 %                          | 16 • 14 • 2 |
|                                 | Bloc de gauche (BE)                                                                                             | 5,17 %                          | 8           |
| TOTAL (participation : 58,90 %) | TOTAL (participation : 58,90 %)                                                                                 | TOTAL (participation : 58,90 %) | 230         |

### Bureau
| Fonction        | Titulaire | Titulaire                             | Titulaire | District                     | Dates                                           |
| --------------- | --------- | ------------------------------------- | --------- | ---------------------------- | ----------------------------------------------- |
| Président       |           | Assunção Esteves                      | PPD/PSD   | Lisbonne                     | 21 juin 2011                                    |
| Vice-présidente |           | Guilherme Silva                       | PPD/PSD   | Madère                       | 21 juin 2011                                    |
| Vice-président  |           | Eduardo Ferro Rodrigues Miranda Calha | PS        | Lisbonne Porto               | 21 juin 2011 - 17 octobre 2014                  |
| Vice-présidente |           | Teresa Caeiro                         | CDS-PP    | Lisbonne                     | 21 juin 2011                                    |
| Vice-président  |           | António Filipe                        | PCP       | Santarém                     | 21 juin 2011                                    |
| Secrétaire      |           | Duarte Pacheco                        | PPD/PSD   | Lisbonne                     | 21 juin 2011                                    |
| Secrétaire      |           | Rosa Maria Albernaz                   | PS        | Aveiro                       | 21 juin 2011                                    |
| Secrétaire      |           | Abel Baptista                         | CDS-PP    | Viana do Castelo             | 21 juin 2011                                    |
| Secrétaire      |           | Jorge Machado                         | PCP       | Porto                        | 21 juin 2011                                    |
| Vice-secrétaire |           | Maria Paula Cardoso                   | PPD/PSD   | Aveiro                       | 21 juin 2011                                    |
| Vice-secrétaire |           | Paulo Batista Santos Pedro Alves      | PPD/PSD   | Leiria Viseu                 | 21 juin 2011 - 22 novembre 2013                 |
| Vice-secrétaire |           | Nuno Sá Jorge Fão Luísa Salgueiro     | PS        | Braga Viana do Castelo Porto | 21 juin 2011 - 3 octobre 2012 – 17 octobre 2014 |
| Vice-secrétaire |           | Raul Almeida                          | CDS-PP    | Aveiro                       | 21 juin 2011                                    |

### Présidents de groupe
| Groupe parlementaire | Groupe parlementaire                 | Président                                                                      | District                      | Dates                                                          |
| -------------------- | ------------------------------------ | ------------------------------------------------------------------------------ | ----------------------------- | -------------------------------------------------------------- |
|                      | Parti social-démocrate (PPD/PSD)     | Luís Montenegro                                                                | Aveiro                        | 29 juin 2011                                                   |
|                      | Parti socialiste (PS)                | Maria de Belém Roseira Carlos Zorrinho Alberto Martins Eduardo Ferro Rodrigues | Lisbonne Évora Porto Lisbonne | 21 juin – 14 septembre 2011 – 11 octobre 2013 – 3 octobre 2014 |
|                      | CDS – Parti populaire (CDS-PP)       | Nuno Magalhães                                                                 | Setúbal                       | 20 juin 2011                                                   |
|                      | Parti communiste portugais (PCP)     | Bernardino Soares João Oliveira                                                | Lisbonne Évora                | 20 juin 2011 - 3 octobre 2013                                  |
|                      | Bloc de gauche (BE)                  | Luís Fazenda Pedro Filipe Soares                                               | Lisbonne Aveiro               | 20 juin 2011 – 6 décembre 2012                                 |
|                      | Parti écologiste « Les Verts » (PEV) | Heloísa Apolónia                                                               | Setúbal                       | 20 juin 2011                                                   |

## Composition de l'exécutif

### Dirigeants
| Fonction                             | Titulaire | Titulaire           | Depuis le     |
| ------------------------------------ | --------- | ------------------- | ------------- |
| Président de la République           |           | Aníbal Cavaco Silva | 9 mars 2006   |
| Premier ministre                     |           | Pedro Passos Coelho | 21 juin 2011  |
| Ministre des Affaires parlementaires |           | Luís Marques Guedes | 13 avril 2013 |

### Gouvernements
| Titre                             | Ministres                          | Partis | Partis                                    | À partir du                    |
| --------------------------------- | ---------------------------------- | ------ | ----------------------------------------- | ------------------------------ |
| XIXe gouvernement constitutionnel | 11 12 (13/04/2013) 13 (24/07/2013) |        | Parti social-démocrate et Parti populaire | 21 juin 2011 - 30 octobre 2015 |